# Academia de Științe din România

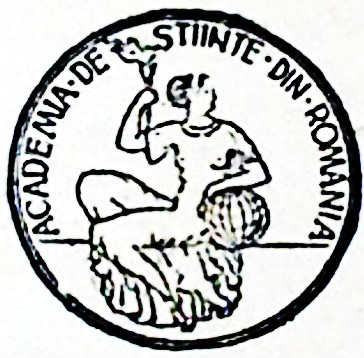
Logo extras de pe coperta publicației Buletin nr. 14, Tipografia "Lupta Moldovei", București, 1947, publicat de Academia de Științe din România în limbile română și franceză

Academia de Științe din România a fost o instituție înființată în 1935, în România, de către un grup de 26 de oameni de știință, nemulțumiți de imperfecțiunea organizării Secțiunii Științifice a Academiei Române, care era lăsată pe un plan secundar, având doar 12 locuri pentru a reprezenta toate științele.
Cei 26 de membri fondatori au fost următorii: Constantin I. Angelescu, Dragomir Hurmuzescu, Nicolae Coculescu, Dimitrie Călugăreanu, Ștefan Minovici, Andrei Popovici-Bâznoșanu, Anton Davidoglu, Constantin Kirițescu, Nicolae Condeescu, Ion Borcea, Negoiță Dănilă, Alexandru Borza, Ion Popescu Voitești, I. V. Bădulescu, Nicolae T. Deleanu, Constantin Stănescu, Eugen Bădărău, Costin Stoicescu, Marin Drăcea, Eugen Angelescu, C. Mihăilescu, Simion Ștefan Radian, Constantin Popescu, Ion Miclescu, Ilie C. Purcaru, Christian Musceleanu.
Asociația științifică, fără scop lucrativ sau patrimonial, înființată de facto la 11 martie 1935, a primit personalitate juridică la 29 martie 1935.
Conform Statutului, scopul Academiei de Științe era de a încuraja și a îndruma creațiunea științifică prin: 
- a) Punerea în contact a cercetătorilor din diversele specialități științifice pure și aplicate și punerea în circulație a rezultatelor cercetărilor lor, prin comunicări, referate, publicații, expoziții etc.
- b) Stimularea cercetărilor prin acordare de premii pentru lucrări de valoare, prin subvenționări etc.
- c) Inițierea științifică a personalului din instituțiile speciale ce depind de Academia de Științe.

În acest scop, în final, Academia de Științe din România a stabilit ca numărul membrilor titulari să fie de 120, cu până la 12 membri de fiecare din cele 10 secțiuni: 

1. Secțiunea de matematică și astronomie;
2. Secțiunea de fizică;
3. Secțiunea de chimie;
4. Secțiunea de biologie (zoologie, botanică, fiziologie);
5. Secțiunea de biologie aplicată;
6. Secțiunea de geologie, mineralogie și geografie;
7. Secțiunea de geniu militar cu aplicațiune la apărarea națională;
8. Secțiunea de istoria și filozofia științei; organizare, învățământ și popularizare;
9. Secțiunea tehnică;
10.Secțiunea de științe sociale și economice.
În urma intervenției în justiție a Academiei Române prin Decretul Lege nr. 2.418/7 iulie 1938, publicat în Monitorul Oficial nr. 154/8 iulie 1938, Academiei de Științe din România i s-a interzis purtarea titulaturii de Academie, considerată ca fiind drept de monopol al unei alte instituții mai vechi. Ca urmare, la 24 septembrie 1938, Adunarea Generală a Academiei de Științe din România a hotărât să-și schimbe numele în „Institutul de Științe din România”. La 7 noiembrie 1940, în Monitorul Oficial nr 261, Partea I, a fost publicat Decretul Lege 3714/6 noiembrie 1940 prin care s-a hotărât ca Institutul de Științe din România, persoană juridică cu sediul în București, să reia denumirea de „Academie de Științe din România”. 
În 1948 Academia de Științe din România a fost desființată. Prin Decretul Prezidiului MAN nr. 76 pentru transformarea Academiei Române în Academia Republicii Populare Române, publicat în Monitorul Oficial nr.132 bis/9 iunie 1948, Academia de Științe din România a fost integrată în Academia Republicii Populare Române, toate bunurile sale mobile și imobile fiind înglobate în patrimoniul noii Academii. 
În prezent, Academia Oamenilor de Știință din România, înființată în 2007, se consideră continuatorul și unicul legatar al Academiei de Științe din România (1935-1948) și al Asociației Oamenilor de Știință din România, înființată în 1956.
În România, conform cu prevederea din Legea privind organizarea și funcționarea Academiei Române, preluată în art. 10, aliniat (3), din statutul Academiei Române „Titlul de academician poate fi folosit numai de membrii titulari ai Academiei Române”. Prin urmare, acesta nu poate fi folosit de membrii Academiei de Științe din România.

## Aniversare
- Vasile Cândea, Mircea Degeratu, Doru Sabin DELION, ALBUM ANIVERSAR 1935 – 2015 Academia de Științe din România, Asociația Oamenilor de Știință din România, 438 pagini, anul apariției: 2016, ISBN 978-606-8636-22-1